# Shendy Puspa Irawati

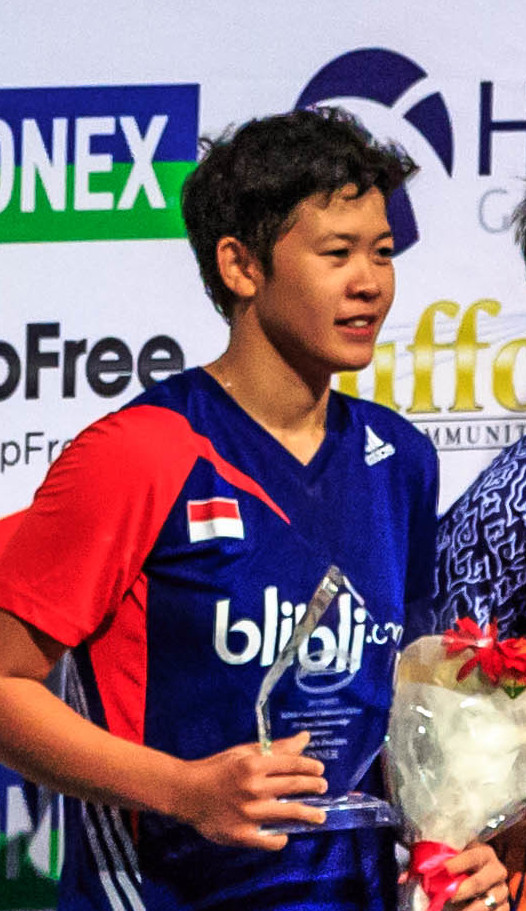
Shendy Puspa Irawati, 2014

Shendy Puspa Irawati (* 20. Mai 1987 in Nganjuk) ist eine indonesische Badmintonspielerin.

## Karriere
Shendy Puspa Irawati gewann 2007 die Bahrain International und wurde Zweite bei den New Zealand Open des gleichen Jahres. Im Folgejahr siegte sie beim Volant d’Or de Toulouse, den Finnish International, den Spanish International und den Polish Open. 2009 gewann sie Bronze bei den Südostasienspielen.

## Erfolge
| Saison | Veranstaltung           | Disziplin   | Platz | Name                                    |
| ------ | ----------------------- | ----------- | ----- | --------------------------------------- |
| 2007   | Bahrain International   | Damendoppel | 1     | Shendy Puspa Irawati / Meiliana Jauhari |
| 2007   | New Zealand Open        | Damendoppel | 2     | Meiliana Jauhari / Shendy Puspa Irawati |
| 2008   | Vietnam Open            | Mixed       | 1     | Tontowi Ahmad / Shendy Puspa Irawati    |
| 2008   | Volant d’Or de Toulouse | Mixed       | 1     | Fran Kurniawan / Shendy Puspa Irawati   |
| 2008   | Volant d’Or de Toulouse | Damendoppel | 1     | Shendy Puspa Irawati / Meiliana Jauhari |
| 2008   | Finnish International   | Mixed       | 1     | Fran Kurniawan / Shendy Puspa Irawati   |
| 2008   | Spanish International   | Damendoppel | 1     | Shendy Puspa Irawati / Meiliana Jauhari |
| 2008   | Polish Open             | Damendoppel | 1     | Shendy Puspa Irawati / Meiliana Jauhari |
| 2009   | Südostasienspiele       | Damendoppel | 3     | Meiliana Jauhari / Shendy Puspa Irawati |
| 2012   | India Open Grand Prix   | Mixed       | 1     | Fran Kurniawan / Shendy Puspa Irawati   |